# Constanza de Castilla (m. 1478)
Constanza de Castilla (Soria, antes de 1405-Madrid, 1478) fue hija del infante Juan de Castilla y de Elvira de Eril, nieta del rey Pedro I de Castilla y priora del Convento de Santo Domingo el Real de Madrid. No debe ser confundida con las otras cinco Constanzas de Castilla que han existido.

## Orígenes familiares
Fue hija del infante Juan de Castilla y de Elvira de Eril. Por parte paterna fueron sus abuelos el rey Pedro I de Castilla y su esposa, la reina Juana de Castro y por el lado materno Beltrán de Eril, alcaide del castillo de Soria, y Magdalena de Falces. Fue hermana de Pedro de Castilla, obispo de Osma y de Palencia.

## Biografía
Se desconoce su fecha de nacimiento, aunque hubo de ocurrir antes de 1405, fecha en que falleció su padre, Juan de Castilla. Hijo del rey Pedro I de Castilla y la reina Juana de Castro, se hallaba preso en el Castillo de Soria al cuidado de Beltrán de Eril y se casó con su hija, Elvira de Eril.
Su destino estuvo marcado por el hecho de ser nieta de Pedro I, un rey destronado y asesinado, y fue destinada al igual que su hermano, Pedro de Castilla, al servicio de la iglesia. Ambos ocuparon cargos muy relevantes: Pedro llegó a ser obispo de Osma y Palencia; Constanza, abadesa del prestigioso monasterio de Santo Domingo el Real de Madrid. Según algunos autores ocupó este cargo entre 1416 y 1465, aunque otros afirman que fue priora de dicho monasterio entre los años 1417 y 1462, con un pequeño paréntesis documentado entre los años 1421 y 1422. 
La reina Catalina de Lancaster, prima de Constanza de Castilla, la protegió y le concedió numerosos privilegios, al igual que los monarcas Juan II y Enrique IV, y los pontífices coetáneos. Estos privilegios obtenidos en Roma con apoyo de la corte castellana, contribuyeron a la pujanza del convento y permitieron a Constanza de Castilla ejercer una posición de poder y autonomía personal, que acercaba su vida más a la propia de una gran dama que de una monja. Entre dichos privilegios se contaban el de disfrutar de numerosos desplazamientos, bien para ir a la Corte castellana o a la ciudad de Toledo, donde tenía numerosos intereses, el privilegio de tener domicilio propio y criadas a su servicio, y el de estar dispensada de vestir el hábito religioso. Otro de sus privilegios era el de estar dispensada de llevar el velo puesto cuando alguien ajeno al monasterio la visitaba, y el de poder comer alimentos prohibidos en tiempo de Cuaresma.
Algunos de los privilegios mencionados anteriormente permitieron a Constanza de Castilla gobernar el monasterio de Santo Domingo el Real de Madrid de forma muy personal y evitando al mismo tiempo las intromisiones en su monasterio de los religiosos masculinos de la Orden de Santo Domingo. Constanza de Castilla intervino en el proyecto de fundar un nuevo monasterio en la ciudad de Toledo, el monasterio de Mater Dei.
Su condición de priora del monasterio de Santo Domingo el Real de Madrid le permitió reivindicar la memoria de su linaje y la de su abuelo, el rey Pedro I de Castilla, cuyos restos mortales permanecieron en la iglesia de Santiago de Puebla de Alcocer hasta que, en 1446, el rey Juan II de Castilla dispuso, merced a la intervención de Constanza de Castilla, que se trasladaran al monasterio de Santo Domingo el Real de Madrid, donde fueron colocados en un sepulcro colocado delante del Altar Mayor. Al mismo tiempo, Constanza de Castilla también trasladó al monasterio de Santo Domingo el Real de Madrid los restos mortales de su padre, Juan de Castilla.
El 5 de noviembre de 1464 Constanza de Castilla dictó solemnemente en el monasterio de Santo Domingo el Real de Madrid las constituciones definitivas por las que habría de regirse la capilla en la que estaba sepultado su abuelo, Pedro I, ya que anteriormente se habían dictado otras. Constanza de Castilla fue designada como patrona de la capilla, y sus sucesoras en el cargo de priora disfrutarían del mismo privilegio, aunque Enrique IV continuó manteniendo el patronazgo sobre dicha capilla, según se desprende de un documento fechado en la ciudad de Madrid el 19 de diciembre de 1466. Por otra parte, Enrique IV dispuso que los oficiales de la capilla de Pedro I disfrutaran de las mismas prerrogativas que las que tenían los oficiales de la Capilla de los Reyes Nuevos de la catedral de Toledo.
Durante los años en que fue priora del monasterio de Santo Domingo el Real de Madrid, Constanza de Castilla amplió y embelleció el monasterio, destinando al mismo numerosos caudales de su peculio privado, y terminó la edificación del claustro, el refectorio y la capilla mayor de la iglesia del monasterio, cuyas obras habían comenzado durante el reinado de Alfonso XI de Castilla.
 

Constanza de Castilla falleció en 1478 y es autora de uno de los primeros textos considerados de autoría femenina en la literatura española: un devocionario, conservado en la actualidad en la Biblioteca Nacional de España, y que, según diversos expertos, fue escrito antes de 1474.

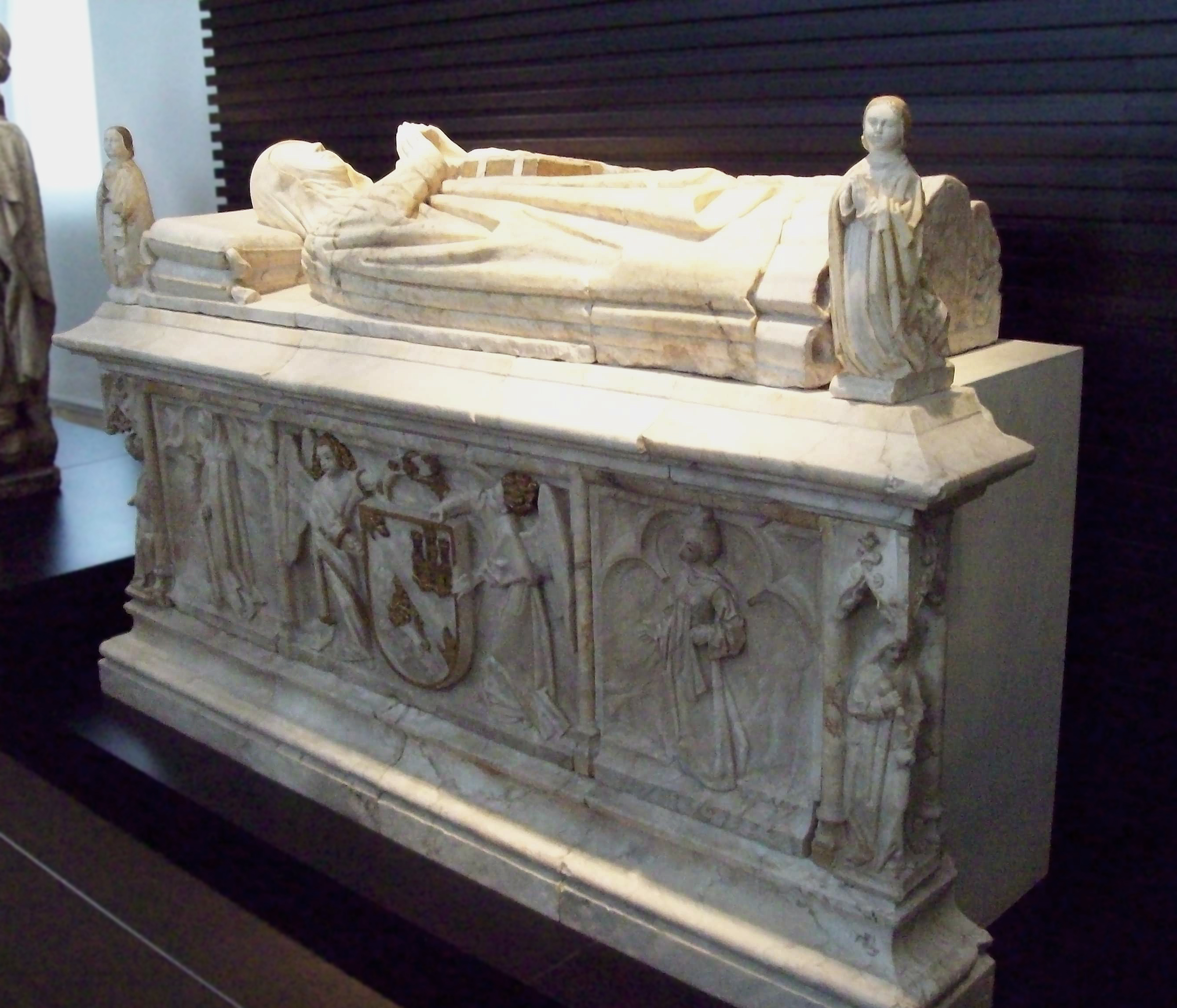
Sepulcro de Constanza de Castilla. Museo Arqueológico Nacional de España.

## Sepultura
Después de su defunción, el cadáver de Constanza de Castilla recibió sepultura en el monasterio de Santo Domingo el Real de Madrid. El sepulcro de Constanza de Castilla fue colocado en el coro de la iglesia del monasterio, cobijado por un arcosolio, en el que estaba colocado el siguiente epitafio en letras doradas:

AQUI YACE SEPUlTADA LA MUI NOBLE I MUI RELIGIOSA SEÑORA DOÑA CONSTANZA DE CASTILLA, HIJA DEL INFANTE DON JUAN, NIETA DEL REY DON PEDRO. FUE MONJA PROFESA DE ESTA CASA Y PRIORA DE ELLA MUCHOS AÑOS, I MURIO AÑO DE CUATROCIENTOS I SETENTA I OCHO.

Tras la demolición del monasterio de Santo Domingo el Real, llevada a cabo en 1869, el sepulcro de Constanza de Castilla fue llevado al Museo Arqueológico Nacional de España, donde permanece expuesto en la actualidad.